# Iguatemi Fortaleza
O Iguatemi Bosque é um shopping center de grande porte da cidade de Fortaleza, capital do estado brasileiro do Ceará. É  considerado o segundo maior shopping do Ceará em ABL (Área Bruta Locável), com 92.000 m². Possui 26 lojas âncoras e mega lojas: Lojas Americanas, Amaro, C&A, Renner, Riachuelo, Nike, Centauro, Ri Happy, Saraiva, Pão de Açúcar, UCI Kinoplex, Cobasi, Fast Shop, Freitas Varejo, Magazine Luiza, Nagem, PB Kids, Polishop, Casa Pio, Casas Bahia, Camicado, Kalunga, Le Biscuit, Lego,  Macavi Conceito, Polo Wear, Sapataria Nova e Zara.

## História
A região onde o shopping foi construído pertencia a família Diogo, que construiu uma salina em parte da área do Mangue do Cocó. Com o declínio da produção, as operações foram desativadas.
O Iguatemi Fortaleza foi inaugurado em 2 de abril de 1982. Um dos primeiros shoppings do estado do Ceará, foi considerado um marco do varejo neste mercado. O bairro Edson Queiroz, onde o shopping foi construído, era deslocado da principal região de compras da cidade, pois o comércio de Fortaleza concentrava-se, até então, no Centro da cidade e na Aldeota. O Iguatemi fortaleceu o pólo de atrações implantadas na região, iniciado pela vizinha Unifor, desenvolvendo o processo de ocupação da área vizinha. Hoje, o local em que se localiza o Shopping Center Iguatemi e seu entorno, o bairro Guararapes, é uma das áreas mais valorizadas e arborizadas da cidade de Fortaleza, tendo cada vez mais atraído a construção de edifícios residenciais de alto padrão.
Em 1992, foi feita a primeira expansão, que quase dobrou seu número de lojas, com arquitetura inovadora, utilizando coberta de vidro em área de passeio interno. Novas lojas surgiam, totalizando, naquele momento, 240. Uma nova praça de alimentação e três novas salas de cinema foram construídas. No ano de 1995, foi inaugurada a loja C&A e, em 1999, o Hipermercado Extra entrou na quarta ampliação.
A quinta expansão do shopping teve início com a inauguração, em dezembro de 2001, do edifício garagem, com capacidade para 1000 vagas. Em 17 de julho de 2003, foi inaugurada uma ala inteiramente nova, com dois níveis de lojas e o primeiro cinema Multiplex de Fortaleza, com 5.300 m² de área, 12 salas de exibição e capacidade para 2.700 lugares. Esta fase de expansão foi assinada pela RTKL, considerada uma das maiores empresas especializadas em projetos de shopping centers do mundo.
Em 2010, foi inaugurado o Iguatemi Empresarial, um edifício composto por salas comerciais de alto padrão, seguindo as características de empreendimentos classificados como Classe A pelo segmento imobiliário, ao lado do Shopping Center Iguatemi.
Em 2 de Abril de 2015 o Shopping Iguatemi Fortaleza inaugurou sua 6ª expansão. O projeto assinado pelo escritório de arquitetura LaGuarda Low venceu o Prêmio Abrasce 2015 na categoria Expansão/Revitalização.